# Dain, Dvalin, Dunør og Duratro
I den nordiske mytologi lever fire hanhjorte i verdenstræet Yggdrasils top; Dain, Dvalin, Dunør, Duratro. De græsser i træet og morgenduggen samles i deres gevirer og former verdens floder.

## Teorier
Tidlige foreslåede fortolkninger af hanhjortene har omfattet de fire elementer, de fire årstider – eller månefaserne.
I Finnur Magnússons indflydelsesrige værk fra 1824, foreslås det at hanhjortene repræsenterer vinde. Baseret på en fortolkning af deres navne, fortolkede han Dáinn ('den døde') og Dvalinn ('den bevidstløse') til at være rolige vinde – og Duneyrr og Duraþrór til at være stærke vinde. Dét at hanhjortene bider bladene af træerne, fortolkede han som at vinde river i skyerne. Faktum er, at Dáinn og Dvalinn også er dværgenavne, så han forbandt dværgene med at de styrede vindene.
Hvis hanhjortene fortolkes som de fire årstiders vinde, kan Yggdrasils krone fortolkes som jordens atmosfære – og Yggdrasil som jorden.